# Supienie
Supienie [pronunciación en polaco: /suˈpjɛɲɛ/] es un pueblo ubicado en el distrito administrativo de Gmina Filipów, dentro del condado de Suwałki, Voivodato de Podlaquia, en el noreste de Polonia. Se encuentra a unos 6 kilómetros al noroeste de Filipów, a 29 kilómetros al noroeste de Suwałki, y a 129 kilómetros al norte de la capital regional Białystok.